# Marianta Njomia
Marianta Njomia née Iya Marianta Njomia en 1965 est une militante et dirigeante séparatiste camerounaise, présidente du conseil d'administration du Friends of British Southern Cameroons, une organisation caritative et de collecte de fonds au Royaume-Uni pour les régions anglophones du Cameroun. Depuis le 3 février 2022, elle est la troisième présidente de l'Ambazonie non reconnue. 
Avant d'être nommée présidente, elle a occupé le poste de vice-ministre de l'éducation de l'État sécessionniste et préside également diverses associations. Enseignante de physique à Londres, elle est nommée par un groupe d'opposants à Samuel Ikome Sako, à la suite d'une scission au sein du mouvement séparatiste.